# هتاف الصامتين: ظاهرة الكتابة على هياكل المركبات في المجتمع المصري المعاصر
هتاف الصامتين: ظاهرة الكتابة على هياكل المركبات في المجتمع المصري المعاصر هي دراسة علمية لظاهرة الكتابة على هياكل المركبات في المجتمع المصري المعاصر. وقد قام بهذه الدراسة الدكتور سيد عويس، أستاذ علم الاجتماع. وتهدق هذه الدراسة إلى الوصول إلى ملامح المجتمع المصري المعاصر.

## أقسام البحث
يقع البحث في سبعة فصول إلى جانب ملحق قاموس أبجدي للكلمات والعبارات موضوع الدراسة، وفصول البحث هي:
1. قصة اختيار موضوع الدراسة.
2. خطة الدراسة ومنهجها.
3. بيانات عامة عن الكلمات والعبارات.
4. مضمون عبارات الأشكال الشعبية وكلماتها.
5. مضمون عبارات الأشكال الدينية وكلماتها.
6. مضمون عبارات الأشكال الأخرى وكلماتها.
7. أهم نتائج الدراسة.

## منهج التحليل
رقّم الباحث كل مركبة، وقّيد نوعها، والمحافظة التي وُجدت فيها، والمحافظة التي تتولى الإشراف الإداري، وقيد العبارات المكتوبة على الهيكل، ورتبها أبجديًا، وحسب نوع المركبة، والمحافظة، والمحافظة التي تشرف إداريًا. تفحص الباحث العبارات بعناية لأكثر من مرة ثم قسمها إلى وحدات ليحللها من حيث الكم والكيف.